# Лагкути, Сергей Олегович
Сергей Олегович Лагкути (род. 24 апреля 1985, Симферополь) — украинский шоссейный и трековый велогонщик, выступающий на профессиональном уровне с 2007 года. Дважды бронзовый призёр чемпионатов Европы на треке, победитель и призёр этапов трекового Кубка мира, чемпион Украины на шоссе в гонке с раздельным стартом, победитель нескольких однодневных и многодневных гонок, в их числе Тур озера Цинхай, Тур Болгарии, Race Horizon Park, Кубок мэра и др. Мастер спорта Украины международного класса.

## Биография
Сергей Лагкути родился 24 апреля 1985 года в городе Симферополе Крымской области Украинской ССР. Проходил подготовку в симферопольской Специализированной детско-юношеской спортивной школе олимпийского резерва по велоспорту № 1, позже в республиканской Школе высшего спортивного мастерства был подопечным заслуженного тренера Владимира Васильевича Черченко.
Начал профессиональную карьеру в 2007 году в новосозданном донецком клубе ISD. Участвовал в многодневной гонке «Польша-Украина», где сумел выиграть стартовый этап.
В 2008 году больше внимания уделял треку, одержал победу в командной гонке преследования на этапе Кубка мира в австрийском Вельсе, тогда как на этапе в Мельбурне стал в той же дисциплине бронзовым призёром.
В 2009 году выиграл шестой этап «Тура Болгарии», завоевал бронзовую медаль на этапе Кубка мира в Манчестере — на сей раз в программе скрэтча.
На трековом чемпионате мира 2010 года в Копенгагене занял 16 место в зачёте мэдисона, в то время как на чемпионате Европы в польском Прушкове совместно с Михаилом Радионовым взял в той же дисциплине бронзу. Помимо этого успешно проехал многодневку Bałtyk-Karkonosze и «Тур Болгарии», финишировал третьим на чемпионате Украины в разделе критериума.
В 2011 году выиграл второй этап Мемориала Игоря Карпенко в Белоруссии, участвовал в трековом мировом первенстве в Апелдорне — стартовал здесь в мэдисоне, гонке по очкам, командном преследовании, однако ни в одной из этих дисциплин попасть в число призёров не смог.
На трековом европейском первенстве 2012 года в Паневежисе выиграл бронзовую медаль в гонке по очкам, уступив только итальянцу Элиа Вивиани и россиянину Кириллу Свешникову. Также стал бронзовым призёром национального первенства в гонке с раздельным стартом, закрыл десятку сильнейших в зачёте традиционной гонки Race Horizon Park в Киеве. Финишировал первым на четвёртом этапе «Тура Болгарии».
В 2013 году присоединился к украинской континентальной команде Kolss, за которую выступал в течение многих последующих лет. Наиболее значимые достижения на международной арене в этот период — победа в генеральной классификации «Тура озера Цинхай», победа в генеральной классификации впервые проводившегося «Тура Украины», победа в генеральной классификации «Тура Болгарии», победа на «Кубке мэра» в Москве. В 2013 году на чемпионате мира в Минске стал в командной гонке преследования четырнадцатым. Помимо этого, в 2015 году Лагкути в первый и единственный раз одержал победу на чемпионате Украины в гонке с раздельным стартом. В 2017 году стал победителем Тура Рибаса.
За выдающиеся спортивные достижения удостоен почётного звания «Мастер спорта Украины международного класса».
Помимо украинского имеет также российское гражданство.